# Pinzas de parrilla

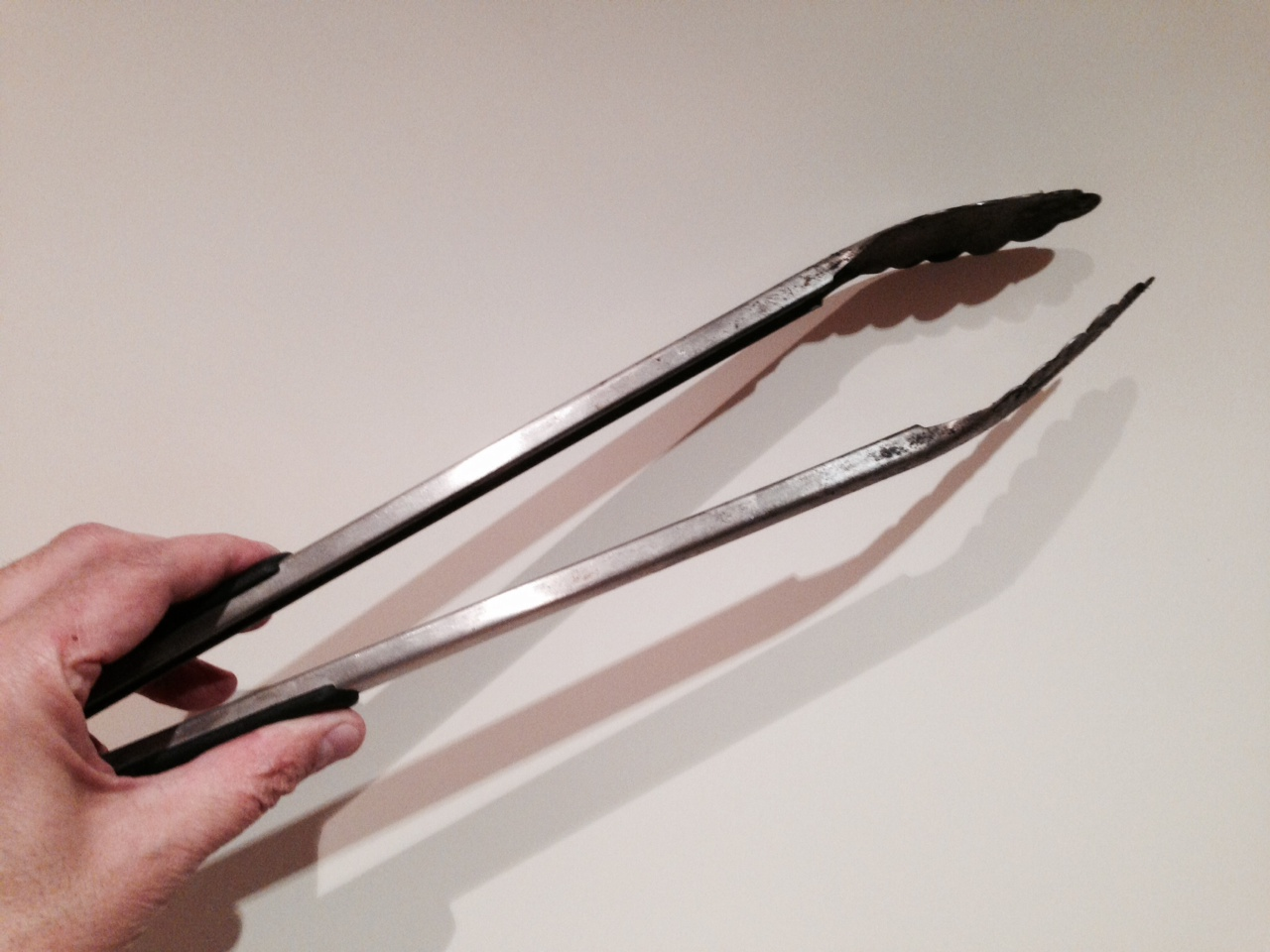
Imagen de unas pinzas de parrilla con su característico mango alargado

Las pinzas de parrilla (también denominadas pinzas de barbacoa) son un tipo de pinzas largas hechas de metal o de madera con los extremos antideslizantes en forma de pala. Es una palanca de tercer género. Se usan para poner, girar y retirar los alimentos de la parrilla.
Las pinzas de madera están hechas normalmente de madera de haya, porque este material no es perjudicial para la salud ni altera el sabor de los alimentos. Las de acero son más resistentes al calor que las de madera y pueden estar en contacto directo con las ascuas. La gran longitud de las pinzas impide las quemaduras al utilizarlas en una parrilla de carbón o de gas. Para no quemarse (ya que el metal conduce el calor), el mango está provisto de un recubrimiento de cuero, de plástico o de madera.